# Чарлз Понци
Чарлз Понци, (на английски: Charles Ponzi) е италиански финансист и измамник, добил световна слава.
На него е наречена лъжлива инвестиционна схема, известна в англоезичния свят като „схема на Понци“. На български език тя се описва като „(финансова) пирамида“. Днес законодателството в повечето страни третира организирането на операции от този тип като престъпление.

## Биография
Роден е с името Карло Понци (Carlo Ponzi) на 3 март 1882 г. в Луго, Италия.
Първата работа на Понци е като пощенски служител. Спокойният провинциален живот обаче не му харесва и той се премества в Рим. Но неговата мечта е да покори Америка и с тази цел той заминава за Бостън. Пристига в Бостън през 1903 година и разполага само с два долара и петдесет цента и с големи амбиции да стане богат. Като мияч, сервитьор, чиновник и преводач получава прекалено ниско заплащане. Четири години по-късно се премества в Канада и става консултант в банка Зароси, където се занимава с управлението на спестяванията на италианските имигранти. За подправени документи се озовава в затвора в Монреал, където прекарва година и половина. След като е освободен, се опитва нелегално да преведе италиански имигранти в Америка, но попада отново в затвора, този път за период от две години. Мечтаният от Чарлз успех изглежда е обречен на провал и като че ли той не успява да бъде нещо повече от дребен мошеник. В действителност той се превръща в един от най-големите измамници в американската история.
През 1907 година той получава едно писмо, което променя целия му живот. От него той научава, че Международният пощенски съюз издава универсална марка, така наречения международен купон за отговор. Понци установява, че същият този купон може да бъде заменен с еквивалентна марка, която в Испания, Италия и Франция струва шест пъти по-малко. Така той решава да инвестира в това начинание и без да губи време предприема действия, тъй като се страхува да не откраднат идеята му.
Понци е силно впечатлен от едно италианско момиче, Роуз Неко. Майката на Понци я запознава с миналото на сина си Чарлз, но въпреки това двамата се женят през 1918 година. На следващата година Понци създава своята компания Securities Exchange, в която той е единствен служител и собственик. Дейността му, въпреки че е незаконна, се състои в заменянето на марки и пари, има успех и в нея постоянно се включват нови инвеститори, с парите на които Понци заплаща на старите инвеститори.
През лятото на 1920 година Понци е на върха на своята слава. Тогава срещу него започва разследване, а след като става ясно какъв е бил пътят на неговия успех, финансистът е арестуван. Въпреки това, когато по-късно излиза от затвора, той продължава да се занимава с измами, този път с недвижимо имущество във Флорида. След като извършва редица измами със земи под фалшивото име Чарлз Борели, Понци среща проблеми с местните власти и те го арестуват. Осъден е на една година затвор. През юни 1926 година излиза под гаранция, но избягва в Тексас, където променя външния си вид. При опита си нелегално да достигне Италия с търговски кораб, на пристанището на Ню Орлеанс Понци е заловен. Осъден е на седем години затвор.
През 1943 година той отново е освободен и се връща в Италия. Съпругата му Роуз остава в Бостън и иска развод. През 1948 година Понци получава инсулт, след който остава частично парализиран и с частична загуба на зрението. Умира на 18 януари 1949 година в болница за бедни в Рио де Жанейро.

## За него
- Dunn, Donald. Ponzi: The Incredible True Story of the King of Financial Cons.   New York, Broadway, 2004. ISBN 0-7679-1499-6.
- Zuckoff, Mitchell. Ponzi's Scheme: The True Story of a Financial Legend.   New York, Random House, 2005. ISBN 1-4000-6039-7.
- Leila Schneps and Coralie Colmez, Math on trial. How numbers get used and abused in the courtroom, Basic Books, 2013.
- Sobel, Robert. The Great Bull Market: Wall Street in the 1920's.   New York, Norton, 1968. ISBN 0-393-09817-6.
- Kalbfleisch, John. Ponzi scheme: the Montreal link.   Montréal, The Gazette, 2009.